# Leptobrama muelleri
Leptobrama muelleri (Steindachner, 1878) è un pesce osseo marino, d'acqua dolce e salmastra unico membro vivente della famiglia Leptobramidae (ordine Perciformes).

## Distribuzione e habitat
L. muelleri è distribuito lungo le coste del sud della Nuova Guinea e del nord dell'Australia (Queensland e Australia occidentale). Si tratta di una specie costiera che frequenta le spiagge, le foci e le acque salmastre. Occasionalmente si trova in acqua dolce.

## Descrizione
L. muelleri ha corpo alto e compresso ma abbastanza slanciato. La bocca è grande e super l'occhio, che è relativamente piccolo e coperto da una palpebra adiposa trasparente. Pinna dorsale unica, con 4 raggi spinosi, abbastanza breve e inserita nella metà posteriore del corpo. Pinna anale più lunga della dorsale, con tre spine. Sia la dorsale che l'anale hanno un lobo anteriore prominente. Pinna caudale biloba. Taglia abbastanza piccola, non raggiunge i 40 cm di lunghezza.

## Biologia
Poco nota.